# A Titan végzete
A Titan végzete (The Wreck of the Titan) 1898-ban megjelent novella, Morgan Robertson tollából, mely eredetileg Futility (hiábavalóság) címmel jelent meg, ezt csak 1912-ben változtatták meg a jelenlegi címére.
Sokáig nem volt jelentősége, ám amikor 1912. április 15-én az RMS Titanic elsüllyedt, legendák kezdtek keringeni a könyvről, mivel az pontosan leírja a katasztrófa éjszakáját, holott a regény 14 évvel a baleset előtt jelent meg. Nemcsak a katasztrófa, és annak okai, hanem a két hajó műszaki és egyéb adatai is számos esetben egyeznek.
A fiktív és a valódi hajót is elsüllyeszthetetlennek tartották, és mindkettő az első útján elsüllyedt egy jéghegy miatt. Ráadásul mindkettőnek mentőcsónakhiánya volt, ezért a legtöbb utasuk odaveszett.

## Cselekmény
|  | Alább a cselekmény részletei következnek! |

A tervezők szerint újonnan épített hajójuk, az SS Titan, a vízzáró rekeszeinek köszönhetően elsüllyeszthetetlen. Még ha odalent négy vízzáró kamra is megtelik vízzel, a hajó még a felszínen marad. John Rowland egy elbukott, részeges katonatiszt, akit matrózként vesznek fel a hajóra, a fedélzeten összefut Mrs. Selfridge nevű néhai barátnőjével és annak hároméves kislányával, Myrával. Mindketten szörnyen megijednek egymástól, mivel Rowland régen sokat akadékoskodott a nővel, aki még mindig fél tőle.
Később a Titan legázolja és elsüllyeszti a Rolyal Age vitorlást. Bryce kapitány arra utasítja Rowlandet, hogy hallgasson az esetről, amit ő visszautasít, ezért a kapitány kábítószert tesz a whiskyjébe. Egy alkalommal Myra elszökik szüleitől, és Rowlandba botlik. A férfi játszani kezd vele, ám anyja azt hiszi, hogy bántani akarja, ezért (miután visszavette a gyereket) panaszt tesz Bryce kapitánynál. Az ígéretet tesz, hogy tanúskodik Selfridge-ék mellett, de nem teszi.
A hajó később teljes sebességgel jéghegynek ütközik. Mindössze tíz mentőcsónak jut 3000 főre, de csak egy csónak leeresztésére van idő, mert a Titan alig tíz perccel később elsüllyed. Míg a gyermekét halottnak hitt anyát megmentik, addig Rowland és a kislány egy úszó jéghegyre vetődnek.
Az ottmaradt, összetört deszkákból és vászonból sátrat építenek, és ott lelnek menedéket. Másnap egy éhes jegesmedve támad rájuk, és bár Rowland súlyosan megsérül, leterítik a medvét, ami az elkövetkező két hétben ennivalóul szolgál. Betegek lesznek, minden reményt elvesztenek. Végül egy norvég vitorlás menti meg őket. Rowlandot letartóztatják Myra elrablásáért, de később felmentik, hivatkozva arra, hogy a jéghegyen töltött idő során egy jegesmedvét is megölt a gyermek védelmében A férfi munkát talál egy kormányhivatalnál, és tehetős ember lesz a csavargóból. Később levelet kap Myra anyjától: menjen, és látogassa meg őket.
|  | Itt a vége a cselekmény részletezésének! |

## ATitanés aTitanicösszevetése

### SS Titan (fiktív)
- A világ legnagyobb hajója
- Biztonsági kamrarendszerrel rendelkezik
- Elsüllyeszthetetlennek titulálják
- Nincs minden személynek mentőcsónak biztosítva
- Vízkiszorítása 70 000 tonna
- Hossza 800 láb
- Meghajtásáról gőzgépek és vitorlák is gondoskodnak
- Amerikából tart Európába
- Vesztét jéghegy okozza
- A baleset a negyedik úton történik
- Az ütközés után felborul, és perceken belül elsüllyed

### RMS Titanic (valós)
- A világ legnagyobb hajója
- Biztonsági kamrarendszerrel rendelkezik
- Elsüllyeszthetetlennek titulálják
- Nincs minden személynek mentőcsónak biztosítva
- Vízkiszorítása 66 000 tonna
- Hossza 882 láb
- Kizárólag gőzgépek hajtják
- Európából tart Amerikába
- Vesztét jéghegy okozza
- A baleset az első úton történik
- Az ütközés után 2 óra 40 perccel kettétörve elsüllyed

## Magyarul
- Morgan Robertson: A Titan végzete, Eri Kiadó, Budapest, 1998, ford.: Endreffy Júlia. ISBN 963 8090 23 5